# Ekunha
Ekunha (fins 1975 Vila Flor) és un municipi de la província de Huambo. Té una extensió de 1.677 km² i 78.848 habitants segons el cens de 2014. Comprèn les comunes d'Ekunha i Tchipeio. Limita al nord amb els municipis de Londuimbale i Bailundo, a l'est amb el municipi de Huambo, al sud amb el municipi de Caála, i a l'oest amb els municipis de Longonjo i Ukuma.

## Personatges il·lustres
- Marcolino Moco